# Такакура Асако
Такакура Асако (яп. 高倉 麻子; нар. 19 квітня 1968) — японська футболістка. Вона грала за збірну Японії.

## Клубна кар'єра
У 1981 році приєдналася до «Дзіннан». В 1985 році вона переїхала в «Йоміурі Бередза». У 1999 році підписала контракт з клубом «Matsushita Electric Panasonic Bambina». Наприкінці сезону 2004 року вона пішла на пенсію.

## Виступи за збірну
Дебютувала у збірній Японії 17 жовтня 1984 року в поєдинку проти Італії. У складі японської збірної учасниця жіночого чемпіонату світу 1991 та 1995 років та Літніх олімпійських ігор 1996 року. З 1984 по 1999 рік зіграла 79 матчів та відзначилася 29-а голами в національній збірній.

## Статистика виступів
| Збірна Японії | Збірна Японії | Збірна Японії |
| Рік           | Матчі         | Голи          |
| ------------- | ------------- | ------------- |
| 1984          | 3             | 0             |
| 1985          | 0             | 0             |
| 1986          | 11            | 3             |
| 1987          | 3             | 4             |
| 1988          | 3             | 0             |
| 1989          | 6             | 3             |
| 1990          | 4             | 2             |
| 1991          | 12            | 4             |
| 1992          | 0             | 0             |
| 1993          | 5             | 6             |
| 1994          | 7             | 2             |
| 1995          | 9             | 0             |
| 1996          | 10            | 0             |
| 1997          | 0             | 0             |
| 1998          | 0             | 0             |
| 1999          | 6             | 5             |
| Загалом       | 79            | 29            |